# Earinus limitarus
Earinus limitarus – gatunek błonkówki z rodziny męczelkowatych.

## Zasięg występowania
USA i Kanada – gatunek występuje od Nowej Szkocji, Quebecu i Kolumbii Brytyjskiej na północy, po Wirginę i Kalifornię na południu.

## Biologia i ekologia
Żywicielami są ćmy, m.in. z rodzaju Grapholitha.